# دایر استریتس (آلبوم)
«دایر استریتس» (به انگلیسی: Dire Straits) آلبومی از دایر استریتس است که در ۷ اکتبر ۱۹۷۸ منتشر شد.